# Félix Charles Douay
Félix Charles Douay (14 de agosto de 1816 - 5 de mayo de 1879) fue un general de ejército francés cuya carrera abarcó el reinado del rey Luis Felipe, la Segunda República Francesa, el Segundo Imperio francés de Napoleón III, y los primeros años de la Tercera República. Fue el hermano de otro soldado de carrera, el General Abel Douay.
Sirvió en la Guerra de Crimea, en Italia, y en México. Por su valentía en las batallas de Magenta y Solferino, fue elevado al rango de brigadier general.

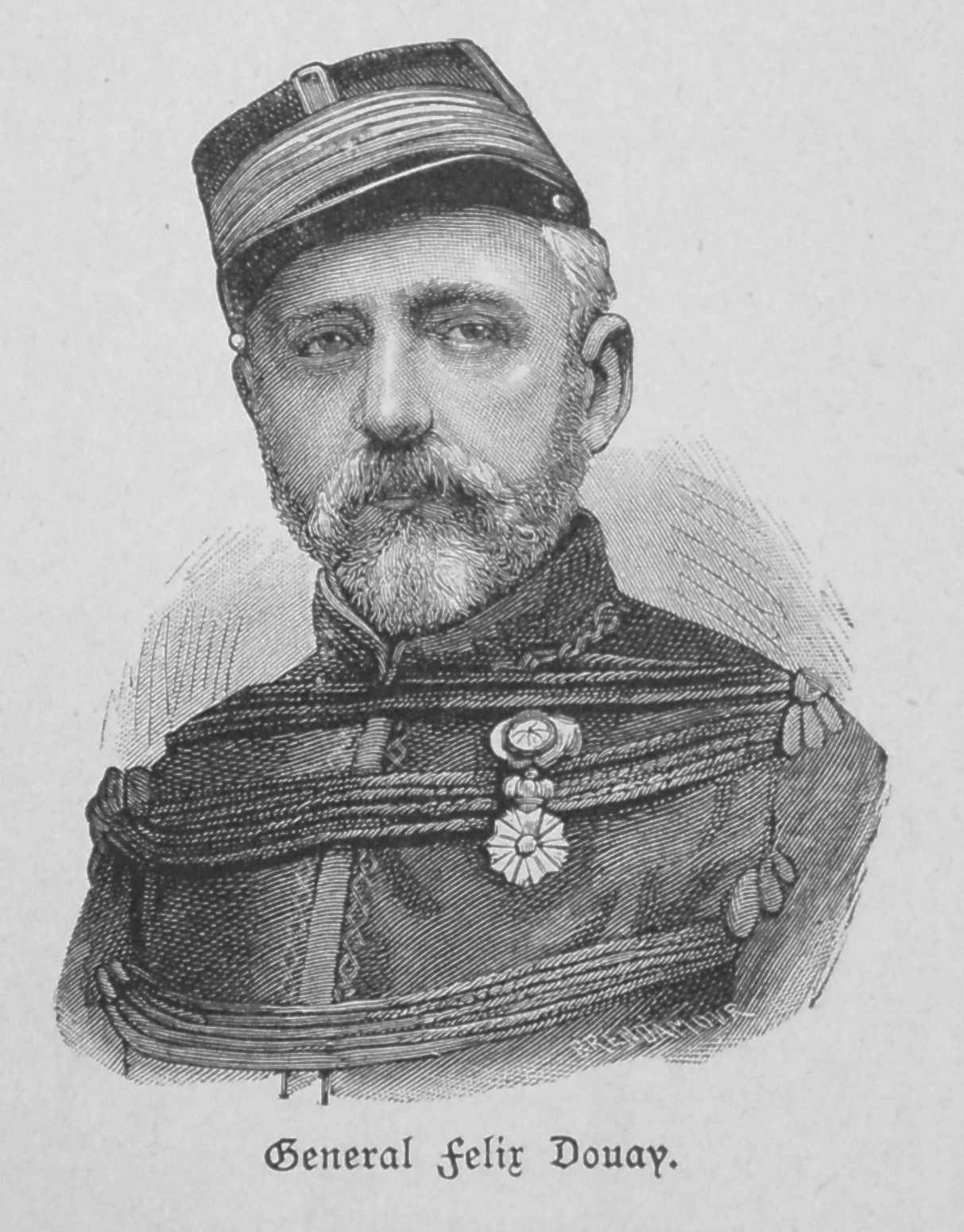
General Félix Douay

Durante la Guerra franco-prusiana fue Comandante en Jefe del VII. Cuerpo de Ejército francés. Después de las primeras derrotas en la frontera de Alsacia, el VII. Cuerpo se retiró y pasó a formar parte del Ejército de Châlons de Patrice de Mac-Mahon en la línea de frente. Fue hecho prisionero en la Batalla de Sedán.
A su retorno a Francia, Douay lideró el IV. Cuerpo de Ejército contra la Comuna de París. Fue el primero en entrar en París, el 22 de mayo de 1871, y salvó al Louvre de la destrucción.